# Romarnas skräck
Romarnas skräck (franska: Le Bouclier arverne), på förlagets albumlistningar skrivet som Asterix & Obelix – Romarnas skräck, är det elfte albumet om Asterix författat av René Goscinny och tecknat av Albert Uderzo. Det publicerades första gången 15 juni–16 november 1967 som följetong i nummer 399-421 av tidningen Pilote, och som seriealbum 1968.
Albumet är inspirerat av slaget vid Alesia, där den galliska hövdingen Vercingetorix kapitulerade för Julius Caesar. Emellertid beskrivs endast slutet av slaget i serien, och huvuddelen av handlingen behandlar tiden efter slaget.

## Handling
Alla dessa festmåltider i slutet av varje album har lämnat sina spår på Majestix och hans lever(ne). Hans rehab-resa (påtvingad av hans resoluta hustru Bonemine) inleder ett äventyr, där Asterix och Obelix konkurrerar med romarna om att återfinna hjältekungen Vercingetorix' vapensköld för att genomföra ett triumftåg på den. Letandet leder båda sidor genom en lång rad av kol- och vinkällare.
Handlingen utspelas i provinsen Arvernia, våra dagars Auvergne, där invånarna har en speciell dialekt; de säger Sch i stället för S. Enligt albumet förekom detta alltså redan på romartiden.

## Svenska utgåvor
- Goscinny, René/Uderzo, Albert (1971). (Asterix & Obelix –) Romarnas skräck, Hemmets Journals Förlag.
- Goscinny, René; Uderzo Albert, Emond Ingrid 1925- (1981). Asterix, romarnas skräck. Asterix-album ; 7. Malmö: Hemmets journal. Libris 7633069. ISBN 91-7300-525-8
- Goscinny, René; Uderzo Albert, Emond Ingrid 1925- (1986). Asterix. [3], Asterix och vikingarna ; Asterix drar i fält ; Asterix - romarnas skräck ; Asterix på olympiaden. Malmö: Richter. Libris 537378. ISBN 91-7706-311-2
- Goscinny, René; Uderzo Albert (1999). Romarnas skräck. Asterix ; 7 (Ny utg.). Malmö: Egmont serieförl. Libris 7674735. ISBN 91-7912-876-9
- Goscinny, René; Uderzo Albert, Berner Horst, Emond Ingrid (2001). Asterix drar i fält ; Romarnas skräck ; Asterix på Olympiaden. Asterix - den kompletta samlingen ; 4. Malmö: Egmont serieförl. Libris 8423981. ISBN 91-7269-252-9